# Pseudonim
Un pseudonim este un nume fictiv folosit de o persoană ca o alternativă la numele lui legal, (pe câtă vreme, alonim este numele unei alte persoane reale folosit de autorul unei opere de artă). Este cazul autorilor numiți ghostwriters, autorilor de parodii sau al scenariștilor care foloseau un nume-paravan, deoarece erau pe lista neagră a Hollywoodului în anii ’50, ’60 și ’70 ai secolului trecut.
În unele cazuri, pseudonimele au devenit numele legale ale persoanelor care le-au utilizat.

## Pseudonime literare
Când este utilizat de un autor, pseudonimul este numit și pseudonim literar (în limba engleză pen name, în limba franceză nom de plume).
Când este utilizat de un actor sau regizor se numește nume de scenă. 
Pseudonimele sunt folosite de autori pentru o mulțime de motive, cum ar fi dorința de a experimenta un nou gen fără riscul de a-și supăra cititorii fideli. Unii autori pot avea mai multe pseudonime, funcție de genul abordat. Folosirea unor astfel de pseudonime sunt în mod special obișnuite dacă noul gen este într-o oarecare măsură riscant, precum a fost cazul lui Pauline Réage, pseudonimul sub care o secretară de redacție, cu o reputație de pudică, a publicat Histoire d'O, un roman erotic despre sadomasochism și sclavie sexuală.
Câteodată, un pseudonim este folosit pentru evitarea prezența în exces a numelui pe piață. Robert Heinlein a publicat de multe ori două sau trei schițe în același număr de revistă. Editorul a creat mai mulți autori fictivi fără ca autorii să-și dea seama de asta.
În alte cazuri, pseudonimul protejează pe cel care-l folosește de persecuții în cazul în care publică opinii nepopulare.

## Numele monarhilor
În cazul încoronării monarhilor, mulți prinți, la începutul domniei, își aleg un nume oficial care este folosit de atunci în acolo. Acest nume poate să difere de numele lui de botez. Uneori alege unul dintre numele de botez, (dacă are mai multe), alteori alege un nume total diferit de cele avute până la urcarea pe tron. Chiar dacă și când nu alege un alt nume, după încoronare, la nume i se adaugă un numeral ordinal. La fel se întâmplă și în cazul alegerii unui nou Papă. În tradiția monahală se alege un nou nume religios la călugărire.
Alegerea unui nume care deja există poate fi o simplă problemă de tradiție, sau este justificată de intenția de a onora un anumit predecesor, de dorința de a acentua legitimitatea ereditară a succesiunii, sau poate exprima un program sau o intenție.

## Pseudonim de luptă
Pseudonimele (în limba franceză noms de guerre) au fost adoptate de luptătorii din rezistență, teroriști și partizani din diferite motive: pentru a face cercetările poliției mai anevoioase, pentru a căuta și pentru a crea o aură de mister, pentru a proteja familiile de represaliile autorităților, etc.
Noms de guerre au fost adoptate deseori de recruții din Legiunea Străină Franceză ca un mijloc de a rupe legăturile cu trecutul. Pseudonimele folosite de membrii Rezistenței franceze au fost integrate în numele de familie după încheierea celui de-al doilea război mondial. De exemple, Jacques Delmas, alias Chaban, a devenit Jacques Chaban-Delmas.
În interiorul partidelor comuniste și a organizațiilor troțkiste, pseudonimele erau cunoscute ca nume de partid. Aceasta a fost o măsură de prevedere, deoarece revoluționarii erau persecutați de oficialitățile statului, iar în cazul troțkiștilor, de către Partidul Comunist al Uniunii Sovietice.
Unele dintre cele mai faimoase pseudonime sunt:
- Che Guevara,
- Mata Hari,
- Carlos Șacalul.

Unele dintre cele mai faimoase nume de partid sunt:
- Freddy Forrest – Raya Dunayevskaya și Johnston – CLR James.
- Lenin – Vladimir Ilici Ulianov,
- Stalin – Ioseb (Iosif) Vissarionovici Djugașvili,
- Troțki – Lev Davidovici Bronștein

## Pseudonimele în show business
Când este folosit de un actor, interpret sau model, pseudonimul este numit nume de scenă.
Actorii—și ceilalți din show business—folosesc rareori un pseudonim pentru a se ascunde. Noul nume este gândit să construiască un personaj imbunătățit, distinct, aflat în atenția publicului. În unele cazuri, ajută actorul să separe viața personală de acea a personajului public. În zilele noastre, omniprezența paparazzilor și a ziariștilor băgăreți face puțin folositoare schimbarea numelui, schimbare care însă poate deveni prilej de bârfe.
John Wayne, care-și crea o reputație de bărbat dur, a considerat că numele lui adevărat, Marion Morrison, nu se potrivea cu imaginea pe care și-o asuma. Stan Laurel, născut Arthur Stanley Jefferson, nu a avut probleme cu numele său până când nu și-a dat seama că este format din treisprezece litere.
În multe cazuri, numele de scenă a fost ales numai datorită faptului că unui director de studio nu i-a plăcut numele real al actorului. Astăzi, cel mai obișnuit motiv al unui interpret pentru a-și alege un pseudonim este acela că altcineva a ajuns deja faimos cu acel nume. 
Asociațiile creatorilor au stabilit reguli pentru folosirea numelor deja înregistrate, refuzând să permită folosirea unui nume similar cu unul deja folosit.
Cei mai mulți artiști hip-hop preferă să folosească pseudonime care sunt derivate ale propriului nume.

## Alte pseudonime
Persoane publice au adoptat pseudonime din diferite motive. La sfârșitul secolului al XVIII-lea și începutul secolului al XIX-lea, era o practică normală ca articolele politice să fie semnate cu pseudonime. Cel mai faimos exemplu american este pseudonimul Publius, folosit de Alexander Hamilton, James Madison și John Jay în lucrarea The Federalist Papers. Luptătorul pentru drepturile civile Malcolm X, (născut Malcolm Little), a adoptat numele 'X' pentru a reprezenta numele sau necunoscut original african. Mulți evrei au readoptat numele evreiești ale familiilor lor odată cu venira în Israel, renunțând la numele occidentalizate care dăinuiau de generații. Golda Meir, născută Golda Mabovitz în Rusia, a trăit în SUA înainte de a emigra în Palestina și a adoptat numele ebraic când a devenit ministru în 1956.